# Platensina tetrica
Platensina tetrica es una especie de insecto del género Platensina de la familia Tephritidae del orden Diptera.

## Historia
Erich Martin Hering la describió científicamente por primera vez en el año 1939.